# Brushing
Le brushing (pron. [brœʃiŋ], faux anglicisme, « blow-dry » en anglais), ou parfois mise en forme ou thermobrossage, est une mise en forme temporaire de la chevelure (se défaisant à chaque lavage) qui s'obtient en brossant les cheveux mouillés, mèche à mèche, tout en les chauffant au moyen d'un séchoir à main.
Lorsque les cheveux sont mouillés, les molécules d'eau rompent les liaisons hydrogène de la structure du cheveu, le ciment kératinique se ramollit et permet donc le coiffage des cheveux. Puis en séchant, l'eau s'évapore, et le ciment kératinique se redurcit et fixe alors les cheveux dans la forme donnée par la brosse ou les rouleaux de mise en plis.[Information douteuse]
Il peut viser à créer du volume, boucler, comme à lisser la coiffure. Il ne doit pas être effectué avec trop d'air chaud pour ne pas dessécher le cheveu mais suffisamment néanmoins pour permettre un assèchement suffisant du cheveu pour qu'il conserve la forme que la brosse lui donne. Retenons que le sèche-cheveux peut souffler une chaleur susceptible de dépasser les 200°C.
Cette coiffure a été très en vogue dans les années 1960.